# Горіхове (Старобільський район)
Горі́хове (до 2024 року — Тев'яшеве) — село в Україні, у Новопсковській селищній громаді Старобільського району Луганської області. Населення становить 22 особи. 
Неподалік від села розташова ботанічна пам'ятка природи «Осинівська».

## Назва
Раніше на деяких картографічних ресурсах було помилково позначене як Тевяшеве замість Тев'яшеве.
19 вересня 2024 року Верховна Рада підтримала перейменування села Тев'яшеве на Горіхове. 26 вересня 2024 року перейменування набуло чинності.
1. ↑  Постанова Верховної Ради України від 19 вересня 2024 року № 3984-IX «Про перейменування окремих населених пунктів та районів»

| Україна | Це незавершена стаття з географії України. Ви можете допомогти проєкту, виправивши або дописавши її. |